# Victor, Kalifornien
Victor är en ort i San Joaquin County, Kalifornien, USA.